# Rhigioglossa nitens
Rhigioglossa nitens är en tvåvingeart som beskrevs av Chainey 1987. Rhigioglossa nitens ingår i släktet Rhigioglossa och familjen bromsar. Inga underarter finns listade i Catalogue of Life.